# Università di Amburgo
L'Università di Amburgo (in tedesco Universität Hamburg, abbreviata come UHH) è un'università pubblica tedesca fondata il 28 marzo 1919, dall'unione di istituzioni preesistenti. Il campus principale è nel quartiere Rotherbaum, ma alcune istituzioni affiliate, centri di ricerca e dipartimenti hanno sedi dislocate lungo tutto il territorio cittadino. 
L'Università di Amburgo è stata classificata tra le 200 migliori al mondo dal Times Higher Education, dallo Academic Ranking of World Universities, e dallo CWTS Leiden Ranking. All'Università di Amburgo sono affiliati sette vincitori del Premio Nobel. Su scala nazionale, lo U.S. News & World Report la classifica al settimo posto, mentre il QS World University Rankings la classifica al 14 posto su un total di 426 istituzioni di istruzione superiore.

## Storia
All'inizio del Novecento, vi furono diverse petizioni al Senato e al Parlamento di Amburgo per l'istituzione di una università. Il senatore Werner von Melle cercò di soddisfare queste richieste lavorando all'unificazioni di diverse istituzioni di istruzione superiore. Tuttavia, questo piano non fu approvato. 
Dopo la prima guerra mondiale, von Melle venne eletto sindaco di Amburgo. Questi, insieme a Rudolf Ross, portò avanti un progetto di riforma dell'istruzione amburghese, che culminò nella creazione dell'Università, nel 1919. Le prime facoltà della nuova università furono quelle di Legge e Scienze Politiche, di Medicina, di Filosofia, e di Scienze naturali.
Durante il decennio successivo l'Università iniziò ad attirare ricercatori, studiosi e professori di grande rilevanza. Tra questi, lo storico dell'arte Aby Warburg, il filosofo Ernst Cassirer, lo psicologo William Stern, il fisico e matematico John von Neumann e il fisico Wolfgang Pauli. In quegli anni si formarono all'Università di Amburgo il matematico, futuro vincitore del Premio Wolf per la matematica, Shiing-Shen Chern, il futuro premio Nobel per la medicina Hans Adolf Krebs e quello per la fisica Hans Jensen. L'avvento del regime nazista comportò l'allontanamento di molte figure di spicco. 
Alla fine della seconda guerra mondiale, l'Università riprese le sue attività. Alle facoltà già esistenti si aggiunge quella di Teologia, mentre la facoltà di Legge venne separata dalle Scienze Sociali. Altre riorganizzazioni vennero effettuate in seguito ai movimenti studenteschi del 1968, ma vennero successivamente abrogate. Tra le personalità che studiarono all'Università nel secondo dopo guerra figurano, i politici Helmut Schmidt e Wolfgang Schäuble, e il filosofo Peter Sloterdijk. Il filosofo Michel Foucault vi tenne corsi tra il 1959 e il 1960. In ambito scientifico, hanno studiato all'Università di Amburgo il vincitore del Premio Whitehead per la matematica Jens Marklof, il vincitore del Premio Nobel per la medicina Harald zur Hausen e il fisico, vincitore della Medaglia Max Planck, Jürgen Ehlers.

## Struttura
Dal 2006 l'università ha 6 centri di ricerca collaborativi, 6 gruppi di ricerca, 2 scuole di ricerca internazionale Max Planck, 13 gruppi di ricerca di giovani scienziati. Attualmente, l'università è suddivisa in 8 facoltà: Legge, Economia e Scienze Sociali, Medicina, Educazione, Discipline Umanistiche, Matematica e Scienze Naturali, Psicologia, e Business Administration.